# Citerna
Citerna ist eine italienische Gemeinde mit 3372 Einwohnern (Stand 31. Dezember 2023) in der Provinz Perugia in der Region Umbrien und ist Mitglied der Vereinigung I borghi più belli d’Italia (Die schönsten Orte Italiens).

## Geografie

Die Lage von Citerna in der Provinz Perugia

Die Gemeinde erstreckt sich über rund 24 km². Die Gemeinde liegt etwa 48 km nördlich von Perugia in der klimatischen Einordnung italienischer Gemeinden in der Zone E, 2277 GR/G. Das Gemeindegebiet grenzt an den Tiber, der im Nordosten der Gemeinde als Grenze zur Toskana und deren Gemeinde Sansepolcro dient. Zudem liegt der Ort an den Flüssen Cerfone und Sovara. Der Ort selber kann durch zwei Tore betreten werden. Die Porta Romana liegt südlich des Mauerrings, die Porta Fiorentina ist das nördliche Tor.
Zu den Ortsteilen (Frazioni) gehören Fighille und Pistrino.
Die Nachbargemeinden sind Anghiari (AR), Città di Castello, Monterchi (AR), San Giustino und Sansepolcro (AR).

## Geschichte
Der Ort wurde von den Römern Civitas Sobariae sowie Castrum Citernae genannt. Unter den Langobarden war der Ort bereits als Festung gestaltet. Danach unterstand der Ort zunächst dem ghibellinischen Arezzo, dann dem guelfischen Città di Castello und den Marchesi del Colle bis 1199. Ab dem 13. Jahrhundert unterstand der Ort den Familien der Tarlati di Pietramala und den Malatesta. 1463 ging Citerna zum Kirchenstaat über, die ihn an die Medici-treue Familie Vitelli aus Città di Castello gab.

## Sehenswürdigkeiten
- Chiesa di San Michele Arcangelo, Kirche aus dem Jahr 1682. Enthält das Werk Crocifissione des Niccolò Circignani, genannt Il Pomarancio (1570 entstanden).
- Chiesa di San Michele Arcangelo, Kirche im Ortsteil Fighille. Wurde im 13. Jahrhundert fertiggestellt.
- Chiesa di San Francesco, Kirche aus dem Jahr 1316, die 1508 restauriert wurde. Enthält das dem Luca Signorelli zugeschriebene Werk Madonna col Bambino, San Francesco, San Michele Arcangelo e due Santi, das Werk Deposizione des Pomarancio und Bilder von Raffaellino del Colle.
- Chiesa di Santa Maria, Kirche im Ortsteil Pistrino